# Dziadowa Kłoda
Dziadowa Kłoda es un municipio rural y una localidad del distrito de Oleśnica, en el voivodato de Baja Silesia (Polonia). La localidad se ubica a unos veinticuatro kilómetros al este de Oleśnica, la sede del distrito, y a unos cuarenta y nueva al este de Breslavia, la capital del voivodato. En 2011, según la Oficina Central de Estadística polaca, el municipio cubría una superficie de 105,79 km² y tenía una población de 4600 habitantes.